# Tantilla trilineata
Espèce
Synonymes
- Leptocalamus trilineatus Peters, 1880

Tantilla trilineata  est une espèce de serpents de la famille des Colubridae.

## Répartition
Sa distribution est inconnue, elle concerne peut-être le Brésil.

## Publication originale
- Peters, 1880 : Eine Mittheilung über neue oder weniger bekannte Amphibien des Berliner Zoologischen Museums (Leposoma dispar, Monopeltis (Phractogonus jugularis, Typhlops depressus, Leptocalamus trilineatus, Xenodon punctatus, Elapomorphus erythronotus, Hylomantis fallax. Monatsberichte der Königlich Preussischen Akademie der Wissenschaften zu Berlin, vol. 1880, p. 217-224 (texte intégral).